# Klaus Treitinger
Klaus Treitinger (* 1963) ist ein deutscher Badmintonspieler. 

## Karriere
Klaus Treitinger gewann in Bayern und auf südostdeutscher Ebene zahlreiche Medaillen in allen Altersklassen. Auf nationaler Ebene war er insbesondere in der Badminton-Bundesliga erfolgreich. So gewann er mit dem Team von SV Fortuna Regensburg 1988 und 1991 Bronze sowie 1992 und 1997 Silber. 1990 wurde er mit der Mannschaft deutscher Meister.

## Sportliche Erfolge
| Saison    | Veranstaltung                       | Disziplin    | Platz | Partnerin/Partner/Verein                    |
| --------- | ----------------------------------- | ------------ | ----- | ------------------------------------------- |
| 1975/1976 | Bayerische Einzelmeisterschaft U14  | Herreneinzel | 1     | -                                           |
| 1975/1976 | Süddeutsche Einzelmeisterschaft U14 | Herreneinzel | 1     | -                                           |
| 1975/1976 | Süddeutsche Einzelmeisterschaft U14 | Herrendoppel | 1     | Sack (SV Fortuna Regensburg)                |
| 1975/1976 | Bayerische Einzelmeisterschaft U14  | Herrendoppel | 1     | Sack (SV Fortuna Regensburg)                |
| 1976/1977 | Süddeutsche Einzelmeisterschaft U14 | Mixed        | 1     | Dorett Hökel (TV Pforzheim)                 |
| 1976/1977 | Süddeutsche Einzelmeisterschaft U14 | Herreneinzel | 1     | -                                           |
| 1976/1977 | Süddeutsche Einzelmeisterschaft U14 | Herrendoppel | 1     | H. Seifert (TSV Zirndorf)                   |
| 1976/1977 | Bayerische Einzelmeisterschaft U14  | Herrendoppel | 1     | Strasner (SVS Nürnberg)                     |
| 1976/1977 | Bayerische Einzelmeisterschaft U14  | Herreneinzel | 1     | -                                           |
| 1977/1978 | Bayerische Einzelmeisterschaft U16  | Herreneinzel | 1     | -                                           |
| 1977/1978 | Bayerische Einzelmeisterschaft U16  | Mixed        | 1     | Sabine Schilling (MTV Schrobenhausen)       |
| 1977/1978 | Bayerische Einzelmeisterschaft U18  | Herrendoppel | 1     | Carmen Seubert (TG Zell)                    |
| 1978/1979 | Süddeutsche Einzelmeisterschaft U16 | Mixed        | 1     | Carola Mühlberger (TuS Raubling)            |
| 1978/1979 | Süddeutsche Einzelmeisterschaft U16 | Herreneinzel | 1     | -                                           |
| 1978/1979 | Bayerische Einzelmeisterschaft U16  | Herrendoppel | 1     | Stieber (PSV Rosenheim)                     |
| 1978/1979 | Bayerische Einzelmeisterschaft U16  | Herreneinzel | 1     | -                                           |
| 1978/1979 | Bayerische Einzelmeisterschaft U16  | Mixed        | 1     | Carola Mühlberger (TuS Raubling)            |
| 1978/1979 | Süddeutsche Einzelmeisterschaft U18 | Mixed        | 1     | Kronauer (SVS Nürnberg)                     |
| 1978/1979 | Süddeutsche Einzelmeisterschaft U16 | Herrendoppel | 1     | Stieber (PSV Rosenheim)                     |
| 1979/1980 | Süddeutsche Einzelmeisterschaft U18 | Mixed        | 1     | Sabine Schilling (MTV Schrobenhausen)       |
| 1979/1980 | Bayerische Einzelmeisterschaft U18  | Mixed        | 1     | Sabine Schilling (MTV Schrobenhausen)       |
| 1979/1980 | Bayerische Einzelmeisterschaft U18  | Herreneinzel | 1     | -                                           |
| 1979/1980 | Bayerische Einzelmeisterschaft U18  | Herrendoppel | 1     | Krüger (PSV Würzburg)                       |
| 1980/1981 | Deutsche Einzelmeisterschaft U18    | Herrendoppel | 1     | Martin Bareiß (TSB Schwäbisch Gmünd)        |
| 1980/1981 | Süddeutsche Einzelmeisterschaft U18 | Herrendoppel | 1     | Martin Bareiß (TSG Schwäbisch Gmünd)        |
| 1980/1981 | Süddeutsche Einzelmeisterschaft U18 | Herreneinzel | 1     | -                                           |
| 1980/1981 | Süddeutsche Einzelmeisterschaft U18 | Mixed        | 1     | S. Krüger (PSV Würzburg)                    |
| 1980/1981 | Bayerische Einzelmeisterschaft U18  | Herreneinzel | 1     | -                                           |
| 1980/1981 | Deutsche Einzelmeisterschaft U22    | Herrendoppel | 2     | Harald Klauer (1. DBC Bonn)                 |
| 1980/1981 | Deutsche Einzelmeisterschaft U18    | Herreneinzel | 2     | -                                           |
| 1980/1981 | Deutsche Einzelmeisterschaft U18    | Mixed        | 1     | Claudia Dorrenbach (FC Langenfeld)          |
| 1981/1982 | Süddeutsche Einzelmeisterschaft U22 | Herreneinzel | 1     | -                                           |
| 1981/1982 | Deutsche Einzelmeisterschaft U22    | Herrendoppel | 2     | Martin Bareiß (TSB Schwäbisch Gmünd)        |
| 1981/1982 | Süddeutsche Einzelmeisterschaft U22 | Herrendoppel | 1     | Alexander Schilling (SV Fortuna Regensburg) |
| 1982/1983 | Bayerische Einzelmeisterschaft U22  | Mixed        | 1     | Petra Szczesny (ESV Neuaubing)              |
| 1982/1983 | Bayerische Einzelmeisterschaft      | Herreneinzel | 1     | -                                           |
| 1982/1983 | Bayerische Einzelmeisterschaft U22  | Herreneinzel | 1     | -                                           |
| 1982/1983 | Bayerische Einzelmeisterschaft U22  | Herrendoppel | 1     | Alexander Schilling (SV Fortuna Regensburg) |
| 1982/1983 | Süddeutsche Einzelmeisterschaft     | Herrendoppel | 1     | Martin Bareiß (TSG Schwäbisch Gmünd)        |
| 1982/1983 | Süddeutsche Einzelmeisterschaft U22 | Herreneinzel | 1     | -                                           |
| 1982/1983 | Süddeutsche Einzelmeisterschaft U22 | Herrendoppel | 1     | Martin Bareiß (TSG Schwäbisch Gmünd)        |
| 1983/1984 | Bayerische Einzelmeisterschaft      | Herrendoppel | 1     | Gerhard Treitinger (SV Fortuna Regensburg)  |
| 1983/1984 | Süddeutsche Einzelmeisterschaft U22 | Herreneinzel | 1     | -                                           |
| 1983/1984 | Süddeutsche Einzelmeisterschaft U22 | Herrendoppel | 1     | Martin Bareiß (TSG Schwäbisch Gmünd)        |
| 1983/1984 | Süddeutsche Einzelmeisterschaft     | Herrendoppel | 1     | Martin Bareiß (TSG Schwäbisch Gmünd)        |
| 1983/1984 | Deutsche Einzelmeisterschaft U22    | Herrendoppel | 1     | Martin Bareiß (TSG Schwäbisch Gmünd)        |
| 1984/1985 | Bayerische Einzelmeisterschaft U22  | Herrendoppel | 1     | Markus Keck (SV Fortuna Regensburg)         |
| 1984/1985 | Süddeutsche Einzelmeisterschaft U22 | Herreneinzel | 1     | -                                           |
| 1984/1985 | Süddeutsche Einzelmeisterschaft     | Herrendoppel | 1     | Ulrich Rost (TSG Schwäbisch Gmünd)          |
| 1984/1985 | Süddeutsche Einzelmeisterschaft U22 | Herrendoppel | 1     | Martin Bareiß (TSG Schwäbisch Gmünd)        |
| 1984/1985 | Bayerische Einzelmeisterschaft U22  | Herreneinzel | 1     | -                                           |
| 1984/1985 | Bayerische Einzelmeisterschaft      | Herrendoppel | 1     | Klaus Treitinger (SV Fortuna Regensburg)    |
| 1985/1986 | Süddeutsche Einzelmeisterschaft     | Herreneinzel | 1     | -                                           |
| 1985/1986 | Bayerische Einzelmeisterschaft      | Herrendoppel | 1     | Klaus Treitinger (SV Fortuna Regensburg)    |
| 1986/1987 | Süddeutsche Einzelmeisterschaft     | Herrendoppel | 1     | Michael Keck (SVS Nürnberg)                 |
| 1986/1987 | Bayerische Einzelmeisterschaft      | Herrendoppel | 1     | Klaus Treitinger (SV Fortuna Regensburg)    |
| 1986/1987 | Bundesliga                          | Mannschaft   | 2     | SV Fortuna Regensburg                       |
| 1987/1988 | Bayerische Einzelmeisterschaft      | Herrendoppel | 1     | Markus Keck (SV Fortuna Regensburg)         |
| 1987/1988 | Bundesliga                          | Mannschaft   | 3     | SV Fortuna Regensburg                       |
| 1988/1989 | Bundesliga                          | Mannschaft   | 2     | SV Fortuna Regensburg                       |
| 1988/1989 | Bayerische Einzelmeisterschaft      | Herrendoppel | 1     | Markus Keck (SV Fortuna Regensburg)         |
| 1989/1990 | Bayerische Einzelmeisterschaft      | Herrendoppel | 1     | Michael Keck (SV Fortuna Regensburg)        |
| 1989/1990 | Bundesliga                          | Mannschaft   | 1     | SV Fortuna Regensburg                       |
| 1990/1991 | Süddeutsche Einzelmeisterschaft     | Herrendoppel | 1     | Michael Keck (SV Fortuna Regensburg)        |
| 1990/1991 | Bundesliga                          | Mannschaft   | 3     | SV Fortuna Regensburg                       |
| 1991/1992 | Südostdeutsche Einzelmeisterschaft  | Herrendoppel | 1     | Michael Keck (SV Fortuna Regensburg)        |
| 1991/1992 | Bundesliga                          | Mannschaft   | 2     | SV Fortuna Regensburg                       |
| 1992/1993 | Bayerische Einzelmeisterschaft      | Herrendoppel | 1     | Markus Keck (SV Fortuna Regensburg)         |
| 1994/1995 | Südostdeutsche Einzelmeisterschaft  | Herrendoppel | 1     | Björn Siegemund (SV Fortuna Regensburg)     |
| 1994/1995 | Südostdeutsche Einzelmeisterschaft  | Herreneinzel | 1     | -                                           |
| 1994/1995 | Bayerische Einzelmeisterschaft      | Herreneinzel | 1     | -                                           |
| 1994/1995 | Bayerische Einzelmeisterschaft      | Mixed        | 1     | Anne-Katrin Seid (SV Fortuna Regensburg)    |
| 1994/1995 | Südostdeutsche Einzelmeisterschaft  | Mixed        | 1     | Anne-Katrin Seid (SV Fortuna Regensburg)    |
| 1994/1995 | Bayerische Einzelmeisterschaft      | Herrendoppel | 1     | Gerhard Treitinger (TSV Neuhausen)          |
| 1996/1997 | Bundesliga                          | Mannschaft   | 2     | SV Fortuna Regensburg                       |